# Wangsing Deurali
Wangsing Deurali – gaun wikas samiti w zachodniej części Nepalu w strefie Gandaki w dystrykcie Syangja. Według nepalskiego spisu powszechnego z 2001 roku liczył on 584 gospodarstw domowych i 2962 mieszkańców (1627 kobiet i 1335 mężczyzn).